# 義縣龍屬

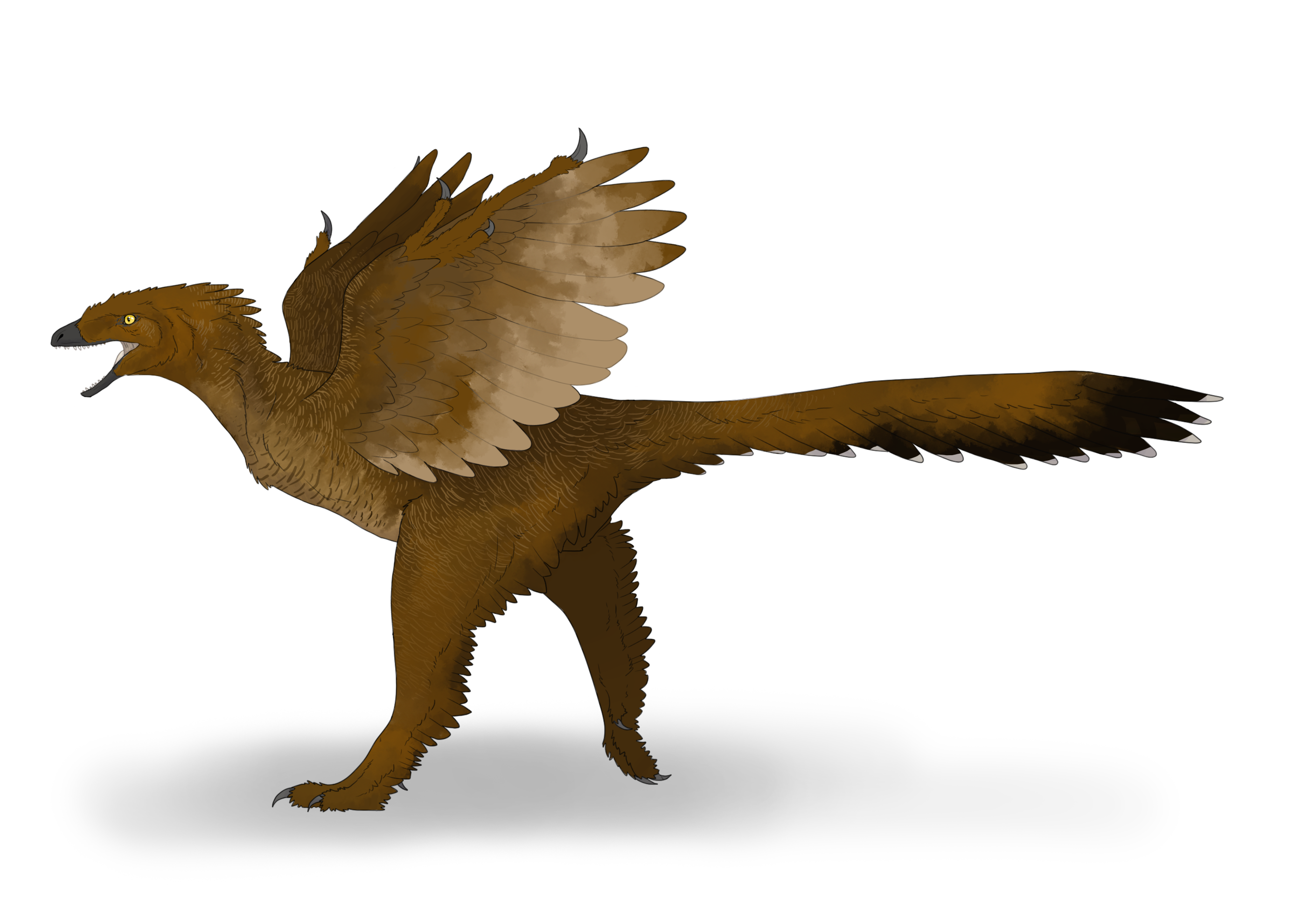
根據正模標本與其他近鳥龍類繪製的義縣龍復原圖

義縣龍屬是種手盜龍類恐龍，生存於早白堊紀阿普第階的中國，約1億2200萬年前。義縣龍目前僅發現一對手臂，上有化石化的羽毛。義縣龍在手盜龍類的正確位置仍未確定，但牠們的手部類似另外一種有羽毛恐龍樹息龍。
化石是一個部份骨骸，在2001年發現於中國遼寧省。模式種是長掌義縣龍（Y. longimanus），是由徐星與汪筱林在2003年所正式敘述、命名。屬名意為「義縣的蜥蜴」，種名則是以拉丁文的「長的」（longus）與「手掌」（manus）所組成。
目前僅發現一個化石。正模標本（編號IVPP V12638）發現於遼寧省的大王杖子地層，地質年代約1億2200萬年前，相當於阿普第階早期。化石被擠壓成扁平狀，位於一塊石版，挖出後分成數塊以便於搬運。化石包含：肩帶、前肢、肋骨、腹肋、以及羽毛痕跡。義縣龍的手掌非常長，大約是肱骨長度的1.4倍，而肱骨長度為8.9公分。義縣龍有大型、彎曲指爪。第二手指是最長手指。化石週圍雖然有羽毛痕跡，但不足以做出詳細科學研究。義縣龍的羽毛痕跡，類似義縣組的某些鳥類化石的羽毛痕跡。義縣龍的大型手掌，可能有捕抓獵物、或協助攀爬的功能。根據估計，義縣龍的身長可能超過一公尺，體重約一公斤。

## 分類
徐星等人命名義縣龍時，將牠們歸類於手盜龍類的分類未定屬。他們根據義縣龍的手掌長度接近樹息龍（或擅攀鳥龍），樹息龍是同地區的另一種有羽毛恐龍，而認為義縣龍可能是擅攀鳥龍科的近親。另有其他研究人員認為義縣龍屬於馳龍科。近年研究認為義縣龍過於原始，而不屬於真手盜龍類。如果屬實，義縣龍的某些衍化特徵，例如長手掌、短前肢，是獨自演化出來的特徵。